# Alexandra Finder
Alexandra Finder est une actrice allemande.

## Filmographie
- 2013 : The Police Officer's Wife - Christine Perkinger

## Récompenses et distinctions
- Meilleure actrice lors du Festival international du film de Vilnius de 2014 pour le rôle de Christine Perkinger.